# Joop Oostdam
Joop Oostdam (14 oktober 1958) is een Nederlands oud-profvoetballer van indonesische afkomst.

## Voetballoopbaan
Oostdam voetbalde voor drie verschillende clubs in Nederland. Hij begon bij FC Utrecht, speelde later voor FC Dordrecht en zijn laatste club in Nederland was Willem II.